# Hearts and Diamonds (film 1914)
Hearts and Diamonds è un cortometraggio muto del 1914 diretto da George D. Baker. Il regista non venne accreditato nei titoli.

## Trama
A una partita di baseball Tupper, un vedovo, incontra Miss Whipple, una ricca zitella. Quando viene a sapere che lei è un'appassionata di quello sport, Tupper si mette a giocare a baseball per impressionarla.

## Produzione
Il film fu prodotto dalla Vitagraph Company of America.

## Distribuzione
Distribuito dalla General Film Company, il film - un cortometraggio in due bobine - uscì nelle sale cinematografiche statunitensi il 26 settembre 1914.
Copie della pellicola (i cui diritti sono di pubblico dominio) sono conservate negli archivi dell'International Museum of Photography and Film at George Eastman House e del Film Preservation Associates.
Il 3 aprile 2007, la Kino Video lo ha distribuito in DVD in una versione di 33 minuti inserito in un'antologia, Reel Baseball: Baseball Films from the Silent Era (1899-1926), dedicata al baseball visto al cinema all'epoca del muto.